# رفع الجودة
رفع الجودة (بالإنجليزية: High grading)‏، هو مصطلح يُستخدم في التعدين وصيد الأسماك وعلم التحريج.

## التعدين
في التعدين، يشير رفع الجودة إلى إخفاء وسرقة خام الذهب أو الفضة الثمينة من قبل عمال المناجم لتحقيق الربح الشخصي. عادة في الولايات المتحدة في أواخر القرن التاسع عشر وأوائل القرن العشرين، عادةً ما يخفي تلاميذ الصفوف العليا أعلى درجات الخامات التي يواجهونها خلال يوم عملهم في الجيب أو سطل الغداء أو داخل الجسم، وبعد ذلك يبيعونها في السوق السوداء. 
ومع زيادة إدراك شركات التعدين للمشكلة المتنامية، قاموا ببناء محطات متغيرة حيث أجبروا عمال المناجم على الاستحمام بعد انتهائهم من المناجم، مما سهّل إحباط محاولات السرقة.

## صيد الأسماك
رفع الجودة في صيد الأسماك، هو ممارسة حصاد الأسماك بشكل انتقائي بحيث يتم جلب فقط أفضل نوعية الأسماك إلى الشاطئ. وتحظى هذه الممارسة بشعبية في الحالات التي تخضع لحصص الصيد الفردية حيث يُسمح فقط بحصاد عدد محدود من الأسماك.

## علم التحريج
في علم التحريج والغابات، رفع الجودة هو ممارسة إزالة أشجار عالية الجودة لصالح إزالة الأشجار أقل جودة.